# Topola (gmina w województwie łódzkim)
Topola (lub Topola Królewska) – dawna gmina wiejska istniejąca do 1954 roku w woj. łódzkim. Siedzibą władz gminy była Topola Królewska.
W okresie międzywojennym gmina Topola należała do powiatu łęczyckiego w woj. łódzkim. Po wojnie gmina zachowała przynależność administracyjną. Według stanu z dnia 1 lipca 1952 roku gmina składała się z 16 gromad: Błonie, Chrząstówek, Dąbie, Dobrogosty, Gawrony, Gołocice, Kozuby Średnie, Łęka, Mikołajew, Pruszki, Siedlec, Siedlew, Upale, Topola Królewska, Topola Szlachecka i Zawada.
Jednostka została zniesiona 29 września 1954 roku wraz z reformą wprowadzającą gromady w miejsce gmin. Po reaktywowaniu gmin z dniem 1 stycznia 1973 roku gminy Topola nie przywrócono, a jej dawny obszar wszedł głównie w skład nowej gminy Łęczyca.